# Der Fleck
Der Fleck ist ein Coming-of-Age-Film von Willy Hans. Die Koproduktion der Schweiz und Deutschland ist das Langspielfilmdebüt des Hamburger Regisseurs und feierte im August 2024 beim Locarno Film Festival seine Premiere, wo er im Concorso Cineasti del Presente gezeigt wurde. Der Kinostart in Deutschland ist im Juli 2025 geplant.

## Handlung
Simon zieht sich in der Schule für den Sportunterricht um, entscheidet sich dann aber wegzugehen. In seinen Trainingsklamotten mit seinem Handy und einer Wasserflasche geht er in Richtung nach Hause. Auf dem Weg begegnet er einem Bekannten, der ihn zu einem Freundestreffen am Fluss einlädt. Simon schließt sich an und kennt von der Gruppe ansonsten niemanden. Als er gehen will, weil er einen Ball an den Kopf bekommen hat und deshalb seine Nase blutet und sein Handy kaputtgegangen ist, kommt er noch mit Marie ins Gespräch und sie verstehen sich auf Anhieb. Sie verlassen die Gruppe, um sich bei einem Kiosk etwas zu Essen zu holen. Da sie wenig Geld haben, teilen sie sich lediglich eine Portion Pommes. Durstig laufen sie wieder zurück und kommen an einem Bauernhof vorbei. Marie will, dass Simon dort seine Wasserflasche auffüllt. Er traut sich allerdings nicht, weshalb Marie auf den Bauernhof schleicht. Zurück am Fluss verbringen sie noch etwas gemeinsame Zeit, bis die anderen anrufen, weil sie wieder gehen wollen. Nach Sonnenuntergang befindet sich die Gruppe bei lauter Musik an einer Lichtung, welche mit Autoscheinwerfern erleuchtet wird.

## Produktion

### Filmstab und Besetzung

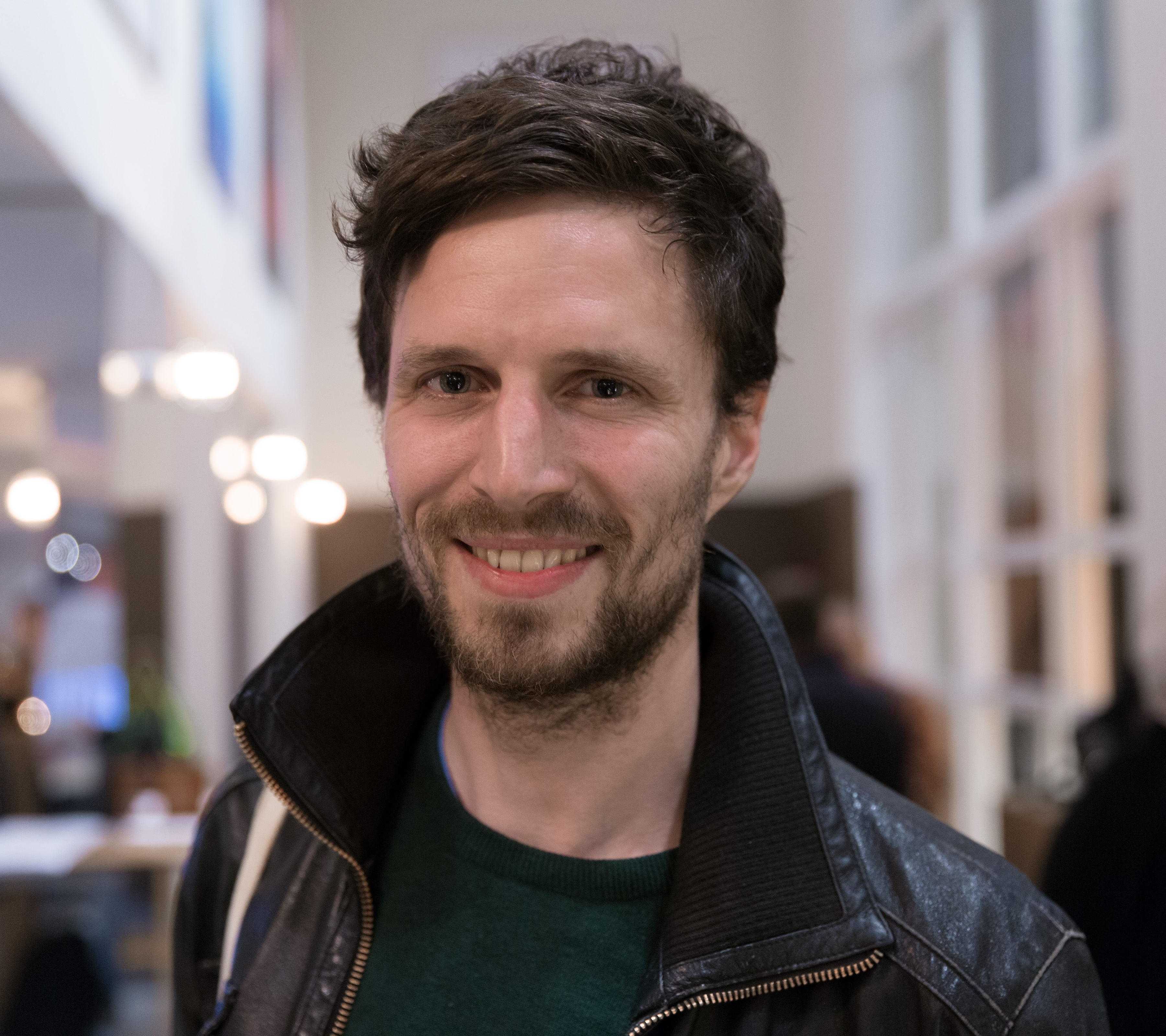
Der Hamburger Regisseur Willy Hans

Regie führte Willy Hans, der auch das Drehbuch schrieb und gemeinsam mit Matthias Graatz den Filmschnitt übernahm. Der Fleck ist das Langspielfilmdebüt des Hamburger Regisseurs. Zuvor realisierte Hans eine Kurzfilmtrilogie mit dem Titel Das satanische Dickicht, beginnend mit Das satanische Dickicht – EINS von 2014. Die Filme spielen in einer finsteren und mysteriösen Welt, in der das Übernatürliche auf das Alltägliche trifft. Hans ist Absolvent der Hochschule für bildende Künste Hamburg mit einem Bachelor- und einem Master-Abschluss.
Der 2001 geborene Potsdamer Leo Konrad Kuhn spielt in der Hauptrolle Simon. Es handelt sich um sein Filmdebüt. Zuvor war er lediglich in einer Folge der Fernsehserie Blutige Anfänger zu sehen. Alva Schäfer spielt Marie, die junge Frau, die er auf der Party kennenlernt und sich dort ebenfalls nicht zugehörig fühlt. Sie spielte bereits in einer Reihe von Filmen und Fernsehserien, zuletzt in Das Damengambit. Weiter auf der Besetzungsliste finden sich die deutschen Schauspielerinnen Darja Mahotkin und Malene Becker und der Schweizer Michael Neuenschwander.

### Filmförderung und Dreharbeiten
Der Film erhielt Produktionsförderungen von der Beauftragten der Bundesregierung für Kultur und Medien in Höhe von 300.000 Euro, vom Deutschen Filmförderfonds in Höhe von rund 80.000 Euro und von der MOIN Filmförderung Hamburg Schleswig-Holstein in Höhe von 160.000 Euro.
Die Dreharbeiten fanden von Ende Juli bis Ende August 2023 überwiegend in der Gemeinde Berg am Irchel im Schweizer Kanton Zürich statt. Dort diente unter anderem ein Holzschnitzellager als Kulisse. Weitere Aufnahmen entstanden direkt an der Töss und in der Umgebung von Freienstein-Teufen und Rorbas. Mit Kameramann Paul Spengemann arbeitete Hans bereits für die Satanische-Dickicht-Trilogie zusammen. Der Fleck wurde klassisch auf 16-Millimeter-Film gedreht. Zuletzt war Spengemann für Filme wie Landjäger tätig.

### Filmmusik und Veröffentlichung
Die Filmmusik komponierte der Hamburger House-Produzent Rajko Müller, bekannt unter dem Namen Isolée, gemeinsam mit Daniel Hobi und Christoph Blawert.
Die Premiere des Films fand am 10. August 2024 beim Locarno Film Festival statt. Ende September, Anfang Oktober 2024 wurde er beim Filmfest Hamburg gezeigt. Im Oktober 2024 wurde er beim Film Fest Gent vorgestellt und im November 2024 bei den Nordischen Filmtagen Lübeck und beim Internationalen Filmfestival Mannheim-Heidelberg. Im April 2025 wird Der Fleck beim Lichter Filmfest gezeigt. Der Kinostart in Deutschland ist am 10. Juli 2025 geplant.

## Auszeichnungen
Kamera Oko Festival 2024
- Auszeichnung mit dem Hauptpreis (Paul Spengemann)[15]

Locarno Film Festival 2024
- Nominierung im Concorso Cineasti del Presente
- Lobende Erwähnung im Rahmen des „Grünen Leoparden“[3][16]